# Kyrkomötets bekännelsekommitté
Kyrkomötets bekännelsekommitté tillsattes 1983 av Kyrkomötet i Svenska kyrkan som ledningsgrupp för ett studiearbete kring Svenska kyrkans bekännelse inför 400-årsminnet av Uppsala möte 1993. Flera olika arbetsgrupper analyserade olika frågekomplex och en rad böcker publicerades. Mest betydelsefull blev boken Vad står Svenska kyrkan för? av professorerna Lars Eckerdal, Birger Gerhardsson och Per Erik Persson. Bekännelsekommittén beslöt att ge ut en modern katekes med utgångspunkt i människors livssituation. Det blev Stora Boken om kristen tro, som såldes i mycket stor upplaga. Inför jubelåret 1993 spreds Lilla boken om kristen tro i olika stifts- och församlingsupplagor till hushållen i stift och församlingar över hela Sverige.
I bekännelsekommittén ingick biskop Jonas Jonson, biskop Claes-Bertil Ytterberg, pastor primarius Gösta Wrede, teologie doktor honoris causa Erik Petrén, teologie doktor Bo Larsson, docent Eskil Franck, kanslichef Gunvor Hagelberg, direktor Hilda Lind och filosofie magister Eva Block. Kommittén knöt en rad experter till sitt arbete.

## Skrifter utgivna av Kyrkomötets bekännelsekommitté
- Att bekänna människans värde. En bok från bekännelsearbetets arbetsgrupp Människosyn och etik av Carl Reinhold Bråkenhielm, 1992 .
- Det viktigaste i människornas kristna tro av Jørgen Straarup, 1986
- En värld av sådan skönhet. Om människan och skapelsen av Bo Brander, 1990
- Kyrkans bekännelsefråga  av Birger Gerhardsson och Per Erik Persson ,1985.
- Närvarande frånvaro. Frågor kring liv och tro i modern svensk skönlitteratur : tankelinjer i några böcker av Lars Andersson, Sven Delblanc, Lars Gyllensten, P C Jersild, Sara Lidman, Astrid Lindgren, Torgny Lindgren, Peter Nilson, Göran Tunström av Bo Larsson, 1987
- Kvinnor berättar om Gud mitt i livet. Sammanställd av Hilda Lind ; 1989
- Röster om meningen. En bok från bekännelsearbetets arbetsgrupp Mening och framtid av Lars-Olle Armgard, .1989
- Skuld och mänsklig växt av Maria Bergom Larsson, 1990
- Vad skall kyrkan bekänna? Frågor till ett rådslag om kyrkans identitet av Carl-Henric Grenholm m. fl., 1986
- Vad står svenska kyrkan för? av Lars Eckerdal, Birger Gerhardsson, Per Erik Persson, 1989
- Vem är människan? :Om kristen människosyn. En bok från Bekännelsearbetets arbetsgrupp Människosyn och etik. Red. av Carl Reinhold Bråkenhielm, 1989
- Stora boken om kristen tro
- Lilla boken om kristen tro.